# Estação Marxistskaia
Marxistskaia (em russo:  Марксистская) é uma das estações da linha Kalininskaia (Linha 8) do Metro de Moscovo, na Rússia. Estação «Marxistskaia» está localizada entre as estações «Ploshchad Ilhitcha» e «Tretiakovskaia».